# Krigsåret 1891

## Pågående krig
- Mahdistupproret (1881-1899)

## Händelser
- 24 februari – Första slaget vid Jenné
- 23 april – Slaget vid Caldera Bay

## Födda
- 24 januari - Walter Model, tysk militär, generalfältmarskalk.
- 23 maj - Walter Warzecha, tysk sjömilitär, generalamiral 1944.
- 6 september - Bengt Nordenskiöld, svensk militär general.
- 16 september - Karl Dönitz, tysk storamiral
- 2 november - Helmuth Weidling, tysk general.
- 24 november - Max Amann, tysk SS-officer.
- 10 december - Harold Alexander, brittisk militär.

## Avlidna
- 24 april - Helmuth von Moltke, tysk militär.
- 26 december - Alexander Reuterskiöld, svensk arméofficer och krigsminister 1862-1867.